# Squash-Mannschaftsweltmeisterschaft der Frauen 1994
Die 9. Mannschafts-Weltmeisterschaft der Frauen (englisch 1994 Women’s World Team Squash Championships) fand vom 10. bis 15. Oktober 1994 in Saint Peter Port auf der Kanalinsel Guernsey statt. Insgesamt nahmen 22 Mannschaften teil, ein neuer Teilnehmerrekord. Ägypten und Israel gaben ihr Debüt.
Titelverteidiger Australien bezwang im Endspiel England mit 3:0 und sicherte sich damit seinen vierten Weltmeisterschaftstitel. Den dritten Platz belegte Südafrika, das in der abschließenden Partie Neuseeland besiegte. Deutschland belegte den 6. Platz, die Schweizer Mannschaft schloss das Turnier auf Rang 19 ab.

## Modus
Die teilnehmenden Mannschaften wurden gemäß ihrer Ergebnisse von der letzten Austragung für die Vorrunde in sechs Gruppen gelost. Innerhalb der Gruppen wurde jeweils im Round-Robin-Modus gespielt. Die beiden bestplatzierten Mannschaften der Gruppen A und B zogen ins Halbfinale ein. Die Gruppendritten und -vierten der Gruppen A und B sowie die beiden bestplatzierten Mannschaften der Gruppen C und D spielten um die Plätze 5 bis 12. Die Gruppendritten und -vierten der Gruppen C und D sowie die Gruppensieger der Gruppen E und F spielten um die Plätze 13 bis 18, die Gruppenzweiten und -dritten der Gruppen E und F um die Plätze 19 bis 22.
Alle Mannschaften bestanden aus mindestens drei und höchstens vier Spielern, die in der Reihenfolge ihrer Spielstärke gemeldet werden mussten. Pro Begegnung wurden drei Einzelpartien bestritten. Eine Mannschaft hatte gewonnen, wenn ihre Spieler zwei der Einzelpartien gewinnen konnten. Die Spielreihenfolge der einzelnen Partien war unabhängig von der Meldereihenfolge der Spieler.

## Ergebnisse

### Vorrunde

#### Gruppe A
| Rang | Land        | Sp. | S | N | Sp.-Diff. | Punkte |
| ---- | ----------- | --- | - | - | --------- | ------ |
| 1    | Australien  | 3   | 3 | 0 | 9:0       | 6      |
| 2    | Südafrika   | 3   | 2 | 1 | 4:5       | 4      |
| 3    | Niederlande | 3   | 1 | 2 | 3:6       | 2      |
| 4    | Schottland  | 3   | 0 | 3 | 2:7       | 0      |

| Australien  | – | Südafrika   | 3:0 |
| Australien  | – | Niederlande | 3:0 |
| Australien  | – | Schottland  | 3:0 |
| Südafrika   | – | Niederlande | 2:1 |
| Südafrika   | – | Schottland  | 2:1 |
| Niederlande | – | Schottland  | 2:1 |

#### Gruppe B
| Rang | Land        | Sp. | S | N | Sp.-Diff. | Punkte |
| ---- | ----------- | --- | - | - | --------- | ------ |
| 1    | England     | 3   | 3 | 0 | 9:0       | 6      |
| 2    | Neuseeland  | 3   | 2 | 1 | 5:4       | 4      |
| 3    | Deutschland | 3   | 1 | 2 | 4:5       | 2      |
| 4    | Kanada      | 3   | 0 | 3 | 0:9       | 0      |

| England     | – | Neuseeland  | 3:0 |
| England     | – | Deutschland | 3:0 |
| England     | – | Kanada      | 3:0 |
| Neuseeland  | – | Deutschland | 2:1 |
| Neuseeland  | – | Kanada      | 3:0 |
| Deutschland | – | Kanada      | 3:0 |

#### Gruppe C
| Rang | Land       | Sp. | S | N | Sp.-Diff. | Punkte |
| ---- | ---------- | --- | - | - | --------- | ------ |
| 1    | Finnland   | 3   | 3 | 0 | 9:0       | 6      |
| 2    | Frankreich | 3   | 2 | 1 | 5:4       | 4      |
| 3    | Singapur   | 3   | 1 | 2 | 3:6       | 2      |
| 4    | Brasilien  | 3   | 0 | 3 | 1:8       | 0      |

| Finnland   | – | Frankreich | 3:0 |
| Finnland   | – | Singapur   | 3:0 |
| Finnland   | – | Brasilien  | 3:0 |
| Frankreich | – | Singapur   | 2:1 |
| Frankreich | – | Brasilien  | 3:0 |
| Singapur   | – | Brasilien  | 2:1 |

#### Gruppe D
| Rang | Land               | Sp. | S | N | Sp.-Diff. | Punkte |
| ---- | ------------------ | --- | - | - | --------- | ------ |
| 1    | Vereinigte Staaten | 3   | 3 | 0 | 8:1       | 6      |
| 2    | Irland             | 3   | 2 | 1 | 7:2       | 4      |
| 3    | Japan              | 3   | 1 | 2 | 2:7       | 2      |
| 4    | Malaysia           | 3   | 0 | 3 | 1:8       | 0      |

| Vereinigte Staaten | – | Irland   | 2:1 |
| Vereinigte Staaten | – | Japan    | 3:0 |
| Vereinigte Staaten | – | Malaysia | 3:0 |
| Irland             | – | Japan    | 3:0 |
| Irland             | – | Malaysia | 3:0 |
| Japan              | – | Malaysia | 2:1 |

#### Gruppe E
| Rang | Land    | Sp. | S | N | Sp.-Diff. | Punkte |
| ---- | ------- | --- | - | - | --------- | ------ |
| 1    | Wales   | 2   | 2 | 0 | 6:0       | 4      |
| 2    | Spanien | 2   | 1 | 1 | 2:4       | 2      |
| 3    | Israel  | 2   | 0 | 2 | 1:5       | 0      |

| Wales   | – | Spanien | 3:0 |
| Wales   | – | Israel  | 3:0 |
| Spanien | – | Israel  | 2:1 |

#### Gruppe F
| Rang | Land     | Sp. | S | N | Sp.-Diff. | Punkte |
| ---- | -------- | --- | - | - | --------- | ------ |
| 1    | Ägypten  | 2   | 2 | 0 | 6:0       | 4      |
| 2    | Schweiz  | 2   | 1 | 1 | 2:4       | 2      |
| 3    | Dänemark | 2   | 0 | 2 | 1:5       | 0      |

| Ägypten | – | Schweiz  | 3:0 |
| Ägypten | – | Dänemark | 3:0 |
| Schweiz | – | Dänemark | 2:1 |

### Halbfinale
| Australien | – | Neuseeland | 3:0 |
| England    | – | Südafrika  | 3:0 |

### Finale
| Australien                                                    | Finale | England                                                          |
| ------------------------------------------------------------- | --- | ---------------------------------------------------------------- |
| Team Michelle Martin Sarah Fitz-Gerald Liz Irving Carol Owens | Datum: 15. Oktober 1994 Ort: Saint Peter Port \| Michelle Martin \| 9:6, 9:2, 9:6 \| Suzanne Horner \| \| Liz Irving \| 9:1, 9:5, 9:6 \| Sue Wright \| \| Sarah Fitz-Gerald \| 9:3, 9:0, 9:4 \| Cassie Jackman \| Resultat: 3:0 | Team Suzanne Horner Cassie Jackman Sue Wright Martine Le Moignan |
| Michelle Martin                                               | 9:6, 9:2, 9:6 | Suzanne Horner                                                   |
| Liz Irving                                                    | 9:1, 9:5, 9:6 | Sue Wright                                                       |
| Sarah Fitz-Gerald                                             | 9:3, 9:0, 9:4 | Cassie Jackman                                                   |

## Abschlussplatzierungen
| Rang | Mannschaft         |
| 01.  | Australien         |
| 02.  | England            |
| 03.  | Südafrika          |
| 04.  | Neuseeland         |
| 05.  | Niederlande        |
| 06.  | Deutschland        |
| 07.  | Schottland         |
| 08.  | Vereinigte Staaten |

| Rang | Mannschaft |
| 09.  | Irland     |
| 10.  | Frankreich |
| 11.  | Finnland   |
| 12.  | Kanada     |
| 13.  | Wales      |
| 14.  | Ägypten    |
| 15.  | Singapur   |
| 16.  | Japan      |

| Rang | Mannschaft |
| 17.  | Brasilien  |
| 18.  | Malaysia   |
| 19.  | Schweiz    |
| 20.  | Spanien    |
| 21.  | Dänemark   |
| 22.  | Israel     |